# Дзюдо на Всероссийской спартакиаде 2022
Соревнования по дзюдо в рамках Всероссийской спартакиады 2022 года прошли в городе Казань (Татарстан) с 23 по 24 августа во дворце единоборств «Ак Барс». В соревнованиях приняли участие 325 спортсменов (170 мужчин и 155 женщин).

## Медалисты

### Мужчины
| Весовая категория | Золото                                  | Серебро                             | Бронза                                                              |
| ----------------- | --------------------------------------- | ----------------------------------- | ------------------------------------------------------------------- |
| до 60 кг          | Рамазан Абдулаев Иркутская область      | Аюб Блиев Краснодарский край        | Абдулла Ахмедов Свердловская область Гамзат Заирбеков Дагестан      |
| до 66 кг          | Исмаил Мисиров Краснодарский край       | Абрек Нагучев Краснодарский край    | Руфат Алескеров Красноярский край Яго Абуладзе Кемеровская область  |
| до 73 кг          | Махмадбек Махмадбеков Иркутская область | Данил Лаврентьев Курганская область | Армен Агаян Санкт-Петербург Казбек Нагучев Краснодарский край       |
| до 81 кг          | Хасан Халмурзаев Санкт-Петербург        | Алан Хубецов Московская область     | Егор Сухопаров Москва Давид Карапетян Москва                        |
| до 90 кг          | Мансур Лорсанов Чечня                   | Хусен Халмурзаев Санкт-Петербург    | Исрапил Сагаипов Чечня Муслим Итуев Чечня                           |
| до 100 кг         | Матвей Каниковский Москва               | Арман Адамян Санкт-Петербург        | Нияз Ильясов Ростовская область Нияз Билалов Татарстан              |
| свыше 100 кг      | Инал Тасоев Санкт-Петербург             | Ислам Акарашев Москва               | Валерий Ендовицкий Краснодарский край Александр Шалимов Севастополь |

### Женщины
| Весовая категория | Золото                               | Серебро                                 | Бронза                                                                       |
| ----------------- | ------------------------------------ | --------------------------------------- | ---------------------------------------------------------------------------- |
| до 48 кг          | Кристина Дудина Свердловская область | Сабина Гилязова Челябинская область     | Ирэна Хубулова Санкт-Петербург Ирина Долгова Тюменская область               |
| до 52 кг          | Карина Ефимова Свердловская область  | Лилия Нугаева Саратовская область       | Глафира Борисова Санкт-Петербург Татьяна Цыганкова Брянская область          |
| до 57 кг          | Анастасия Конкина Санкт-Петербург    | Дарья Курбонмамадова Самарская область  | Ирина Зуева Челябинская область Светлана Уварова Москва                      |
| до 63 кг          | Камила Бадурова Свердловская область | Дали Лилуашвили Свердловская область    | Анастасия Гончарова Краснодарский край Екатерина Валькова Краснодарский край |
| до 70 кг          | Дарья Храмойкина Кемеровская область | Яна Полякова Свердловская область       | Виктория Карсанова Северная Осетия Таисия Киреева Челябинская область        |
| до 78 кг          | Александра Бабинцева Москва          | Надежда Татарченко Свердловская область | Алёна Прокопенко Санкт-Петербург Антонина Шмёлева Орловская область          |
| свыше 78 кг       | Элис Старцева Москва                 | Анна Гущина ЯНАО                        | Мария Иванова Самарская область Дарья Владимирова Краснодарский край         |